# Сола Аой
Сола Аой (яп. 蒼井 そら Аои Сора) — японская кино- и порноактриса, а также модель ню.

## Биография

### Дебют в порноиндустрии
Родилась 11 ноября 1983 года в Токио. Во время учёбы работала на неполную ставку в пищевой индустрии, в том числе пиццериях, пабах и суши-барах, намереваясь стать преподавателем в дошкольном учреждении. Когда девушка училась в 3-м классе старшей школы, на неё во время прогулки по Сибуе обратил внимание представитель агентства талантов для гравюр-моделей. Аой решила начать с порноиндустрии, надеясь со временем работать на телевидении или других отраслях шоу-бизнеса, по словам девушки: «Если бы всё ограничивалось только порноиндустрией, я бы не смогла сделать это».
Отвечая на вопрос, как был выбран её псевдоним, девушка заявила: «В агентстве спросили, какой цвет мне нравится. Я сказала, что синий. Затем у меня спросили, что ещё я люблю. Я ответила, небо. Так мне выбрали псевдоним Аой Сола».
В качестве гравюр-модели Сола появилась в номере журнала «Bejean» за июнь 2002 года. В июле того же года она дебютировала в качестве порноактрисы, снявшись в фильме «Happy Go Lucky!» для студии Alice Japan. В следующем месяце был выпущен ещё один порнофильм с её участием, получивший название «The Blue Sky». За свою работу в 2002 году Сола номинировалась на премию «Best New Actress» на конкурсе «2002 X City Grand Prix Awards», но заняла второе место. Аой продолжала сниматься в порно, производимом компаниями Alice Japan и Max-A, практически до конца 2004 года.

### Переход в обычный шоу-бизнес
В мае 2003 года Аой снялась в фильме «Gun Crazy 4: Requiem for a Bodyguard», с июля по декабрь того же года она снималась в ТВ-сериале «Tokumei Kakarichō Tadano Hitoshi». За главную роль, сыгранную в вышедшем в июле 2004 года пинку-фильме Цумуги (яп. 制服美少女　先生あたしを抱いて Сэйфуку бисёдзё сэнсэй атаси о дайтэ), актриса получила премию «Best Actress Award» на конкурсе Pink Grand Prix. «Цумуги» считается четвёртым в рейтинге лучших фильмов пинку эйга 2004 года.
Также Аой снялась в вышедшем в октябре 2004 года фильме «Stop the Bitch Campaign: Hell Version», снятом на основе манги. В ноябре того же года актриса покинула компании «Alice Japan» и «Max-A», чтобы перейти на работу в «S1 No. 1 Style», которая является частью «Hokuto Corporation». Первое порно с новой компанией, снятое Хидэто Аки, было выпущено 11 ноября 2004 года. Примерно по одному видео с участием Аой выходило примерно каждый месяц до середины 2006 года. Со временем Сола Аой стала одной из самых популярных порноактрис Японии. В 2005 году её имя стало вторым по популярности среди известных женщин, имена которых искали в поисковиках интернет-пользователи Японии.
Популярность Аой способствовала её дальнейшему продвижению в мейнстримном шоу-бизнесе, в том числе кино, телевидении и на радио. В начале 2005 года она сыграла главную роль в фильме Кэйсукэ Ёсиды Сырое лето (яп. なま夏 Нама нацу). Эта романтическая комедия, транслировавшаяся в кинотеатрах Японии в январе 2005 года, завоевала премию «Grand Prize» на кинофестивале «Yubari International Fantastic Film Festival». Вместе с Акихо Ёсидзавой, ещё одной бывшей порноактрисой, Сола снялась в 12-серийном ТВ-сериале Jōō (яп. 嬢王 Дзё:), снятой на основе одноимённой манги. Позднее Аой также снялась в сиквеле, получившем название Jōō Virgin (яп. ).
К 2006 году Аой стала регулярно появляться на телевидении, часто появляясь на развлекательных шоу и снявшись в нескольких фильмах, в том числе в Shimokita GLORY DAYS (яп. 下北GLORY DAYS Симокита GLORY DAYS), в этом фильме также снялись Юма Асами, Хонока и Ая Сугимото.

### Международная известность
Аой продолжала работать на компанию «S1», но начиная с середины 2006 года порнофильмы с ней стали появляться нерегулярно. Один из порнофильмов с ней, «Hyper Risky Mosaic — Special Bath House Tsubaki», в котором помимо неё снялись также 11 других актрис, получил премию «First Place Award» на конкурсе «AV Open».
В 2006 года Аой дебютировала как певица, выпустив CD «Hadaka no Kiss».